# Chipingomyia manica
Chipingomyia manica är en tvåvingeart som beskrevs av Albany Hancock 1986. Chipingomyia manica ingår i släktet Chipingomyia och familjen borrflugor. Inga underarter finns listade i Catalogue of Life.